# 布拉茨凱 (海尼切斯克區)
布拉茨凱（烏克蘭語：Братське）是位於烏克蘭南部的村莊，由赫爾松州海尼切斯克區的下錫羅霍濟市鎮負責管轄。該村始建於1927年，面積31.4平方公里，海拔高度47米，2001年人口377，人口密度每平方公里12人。